# Голдман, Бо
Роберт (Бо) Голдман (англ. Robert "Bo" Goldman; 10 сентября 1932, Нью-Йорк, Нью-Йорк — 25 июля 2023, Хелендейл, Калифорния) — американский писатель, бродвейский драматург и сценарист. Лауреат двух премий «Оскар» из трёх номинаций.
Голдман родился в еврейской семье в Нью-Йорке, мать — Лилиан (Леви), отец — Джулиан Голдман. Отец Голдмана был продюсером на Бродвее и владел сетью известных восточных универмагов под названием «The Goldman Stores».
После окончания Принстонского университета Голдман прослужил три года в армии США, дислоцированной в Эневетаке, на атолле на Маршалловых островах в центральной части Тихого океана.
Умер в Хелендейле, округ Сан-Бернардино, штат Калифорния, 25 июля 2023 года в возрасте 90 лет.

## Фильмография
- Дело Парадайна / The Paradine Case (1962) (ТВ)
- Пролетая над гнездом кукушки / One Flew Over the Cuckoo’s Nest (с Лоуренсом Хобеном) (1975)
- Роза / The Rose (1979)
- Мелвин и Говард / Melvin and Howard (1980)
- Рэгтайм / Ragtime (1981) (в титрах не указан)
- Дополнительная смена / Swing Swift (1984) (в титрах не указан)
- Парень из «Фламинго» / The Flamingo Kid (1984) (в титрах не указан)
- Маленький Никита / Little Nikita (1988)
- Дик Трейси / Dick Tracy (1990) (в титрах не указан)
- Запах женщины / Scent of a Woman (1992)
- Мэрия / City Hall (с Кеном Липпером, Полом Шредером и Николасом Пиледжи) (1996)
- Знакомьтесь, Джо Блэк / Meet Joe Black (с Роном Осборном, Джеффом Рено и Кевином Уэйдом) (1999)
- Идеальный шторм / The Perfect Storm (2000) (в титрах не указан)

## Награды и номинации
| Премия                         | Год  | Фильм                          | Категория                             | Результат |
| ------------------------------ | ---- | ------------------------------ | ------------------------------------- | --------- |
| «Оскар»                        | 1976 | «Пролетая над гнездом кукушки» | Лучший адаптированный сценарий        | Победа    |
| «Оскар»                        | 1981 | «Мелвин и Говард»              | Лучший оригинальный сценарий          | Победа    |
| «Оскар»                        | 1993 | «Запах женщины»                | Лучший адаптированный сценарий        | Номинация |
| «Золотой глобус»               | 1976 | «Пролетая над гнездом кукушки» | Лучший сценарий                       | Победа    |
| «Золотой глобус»               | 1993 | «Запах женщины»                | Лучший сценарий                       | Победа    |
| BAFTA                          | 1977 | «Пролетая над гнездом кукушки» | Лучший сценарий                       | Номинация |
| BAFTA                          | 1994 | «Запах женщины»                | Лучший адаптированный сценарий        | Номинация |
| Премия Гильдии сценаристов США | 1976 | «Пролетая над гнездом кукушки» | Лучшая адаптированная драма           | Победа    |
| Премия Гильдии сценаристов США | 1981 | «Мелвин и Говард»              | Лучшая оригинальная драма             | Победа    |
| Премия Гильдии сценаристов США | 1983 | «Пристрели Луну»               | Лучшая оригинальная драма             | Номинация |
| Премия Гильдии сценаристов США | 1993 | «Запах женщины»                | Лучший адаптированный сценарий        | Номинация |
| Премия Гильдии сценаристов США | 1998 |                                | Премия Лорела за жизненные достижения | Победа    |